# مطار توغويغاراو
مطار توغويغاراو (بالإنجليزية: Tuguegarao Airport)‏ (إياتا: TUG، إيكاو: RPUT) هو مطار عام يخدم مدينة توغويغاراو ويشغل المطار هيئة الطيران المدني الفلبينية.